# Synchronicity
Synchronicity – ostatni, piąty, album studyjny The Police, wydany w 1983 roku.
Zawiera takie przeboje grupy jak "Every Breath You Take" (nagroda Grammy za utwór pop w 1984 roku), "King of Pain", "Wrapped Around Your Finger", czy przedzielony na dwie części utwór tytułowy (za drugą część zespół otrzymał Grammy w kategorii utworu rockowego).
W 2003 album został sklasyfikowany na 455. miejscu listy 500 albumów wszech czasów magazynu Rolling Stone.

## Lista utworów
1. "Synchronicity I" – 3:23
2. "Walking in Your Footsteps" – 3:36
3. "O My God" – 4:02
4. "Mother" (Summers) – 3:05
5. "Miss Gradenko" (Copeland) – 2:00
6. "Synchronicity II" – 5:02
7. "Every Breath You Take" – 4:13
8. "King of Pain" – 4:59
9. "Wrapped Around Your Finger" – 5:13
10. "Tea in the Sahara" – 4:19
11. "Murder By Numbers" - 4:31